# Ligne Kabe
La ligne Kabe (可部線, Kabe-sen) est une ligne ferroviaire exploitée par la West Japan Railway Company (JR West), dans la ville d'Hiroshima au Japon. 
La ligne relie la gare de Yokogawa à la gare d'Aki-Kameyama dans le nord d'Hiroshima. La ligne Kabe constitue la ligne B du réseau urbain d'Hiroshima.

## Histoire
La ligne a été inaugurée par la compagnie Dainippon Kidō le 19 décembre 1909 entre Yokogawa et Gion. En 1910 et 1911, la ligne est prolongée jusqu'à Kabe en plusieurs étapes. La ligne est nationalisée le 1er septembre 1936.
Après la nationalisation, la ligne est prolongée par étapes jusqu'à Sandankyō, dans le bourg d'Akiōta. La section entre Kabe et Sandankyō ferme en 2003, mais le 4 mars 2017, un tronçon de 1,6 km est remis en service à partir de la gare de Kabe, avec l'ouverture de deux nouvelles gares.

## Caractéristiques

### Ligne
- Longueur : 15,6 km
- Ecartement : 1 067 mm
- Alimentation : 1 500 V par caténaire
- Nombre de voies : voie unique

### Interconnexion
A Yokogawa, tous les trains continuent sur la ligne principale Sanyō jusqu'à la gare d'Hiroshima.

### Liste des gares
La ligne comporte 14 gares, identifiées de JR-B03 à JR-B16.
| Numéro | Gare             | Nom japonais | Distance depuis Yokogawa (km) | Correspondances                  | Arrondissement |
| ------ | ---------------- | ------------ | ----------------------------- | -------------------------------- | -------------- |
| JR-B03 | Yokogawa         | 横川         | 0                             | JR West : Sanyō (interconnexion) | Nishi          |
| JR-B04 | Mitaki           | 三滝         | 1,1                           |                                  | Nishi          |
| JR-B05 | Aki-Nagatsuka    | 安芸長束     | 2,6                           |                                  | Asaminami      |
| JR-B06 | Shimo-Gion       | 下祗園       | 3,9                           |                                  | Asaminami      |
| JR-B07 | Furuichibashi    | 古市橋       | 5,3                           |                                  | Asaminami      |
| JR-B08 | Ōmachi           | 大町         | 6,5                           | Métro d'Hiroshima : Astram       | Asaminami      |
| JR-B09 | Midorii          | 緑井         | 7,3                           |                                  | Asaminami      |
| JR-B10 | Shichikenjaya    | 七軒茶屋     | 8,0                           |                                  | Asaminami      |
| JR-B11 | Bairin           | 梅林         | 9,6                           |                                  | Asaminami      |
| JR-B12 | Kami-Yagi        | 上八木       | 11,2                          |                                  | Asaminami      |
| JR-B13 | Nakashima (ja)   | 中島         | 12,6                          |                                  | Asakita        |
| JR-B14 | Kabe             | 可部         | 14,0                          |                                  | Asakita        |
| JR-B15 | Kōdo-Homachigawa | 河戸帆待川   | 14,8                          |                                  | Asakita        |
| JR-B16 | Aki-Kameyama     | あき亀山     | 15,6                          |                                  | Asakita        |